# Pontrhydfendigaid
Pontrhydfendigaid – wieś w Walii w hrabstwie Ceredigion. Należy do cymuned Ystrad Fflur. W pobliżu wsi znajdują się ruiny opactwa Strata Florida.
Nazwa Pontrhydfendigaid oznacza „most nad błogosławionym brodem”. Powszechnie używa się krótszej nazwy Bont.
Wieś znajduje się na skrzyżowaniu dróg do Lampeter, Pontarfynach i Aberystwyth. W latach 1866–1965 znajdowała się w niej stacja kolejowa Strata Florida na nieistniejącej obecnie linii z Carmarthen do Aberystwyth.